# Cugy (Vaud)
Cugy é uma comuna da Suíça, situada no distrito de Gros-de-Vaud, no cantão de Vaud. Tem 2,95 km² de área e sua população em 2018 foi estimada em 2.737 habitantes.